# آدام رادرفورد
آدام دیوید رادرفورد (به انگلیسی: Adam David Rutherford) (زاده ۱۹۷۵) یک نسل‌شناس، نویسنده و مجری انگلیسی است. او به‌مدت یک دهه ویراستار محتوای صوتی و تصویری مجله نیچر بود و به‌عنوان روزنامه‌نگار با روزنامه گاردین همکاری می‌کند. او میزبان برنامه مجری برنامه اینساید ساینس (Inside Science) در رادیو ۴ بی‌بی‌سی است و همچنین سازنده چندین مستند علمی است. رادرفورد نویسنده چندین کتاب مرتبط با ژنتیک و منشأ زندگی منتشر است.